# Patricia Dench
Patricia Dench (8 marzo 1932) è un'ex tiratrice a segno australiana.

## Palmarès

### Olimpiadi
- 1 medaglia:
  - 1 bronzo (Los Angeles 1984 nella pistola 25 metri)